# Mick Taylor
Michael Kevin "Mick" Taylor, född 17 januari 1949 i Welwyn Garden City, Hertfordshire, är en brittisk gitarrist och sångare.
Mick Taylor spelade i slutet av 1960-talet med John Mayall & the Bluesbreakers, 1967 spelade han bland annat  i Malmö. Han var därefter gitarrist i The Rolling Stones åren 1969–1974 och medverkade på klassiska album som Sticky Fingers och Exile on Main St. Under The Rolling Stones senaste turné, 50 & Counting Tour, har Taylor medverkat på några av konserterna 2012 och på alla konserter 2013. Han solodebuterade med ett självbetitlat album 1979. Under några år på 1980-talet var han tillbaka som gitarrist i the Bluesbreakers. Dessutom har han spelat med andra artister som Jack Bruce, Bob Dylan och Carla Olson.

## Diskografi (solo)
Studioalbum
- 1979 – Mick Taylor
- 2000 – A Stone's Throw
- 2003 – Shadow Man

Livealbum
- 1990 – Stranger in This Town
- 1991 – Too Hot for Snakes (med Carla Olson)
- 1995 – Live at 14 Below: Coastin' Home